# Käthe-Kollwitz-Gymnasium (Halberstadt)
Das Käthe-Kollwitz-Gymnasium war eines der beiden Gymnasien in Halberstadt und befindet sich in Trägerschaft des Landkreises Harz. Zum Schuljahr 2023/2024 fusionierte es mit dem Martineum zum Gymnasium Halberstadt.

## Geschichte
Die Vorgängerschule wurde 1822 als Höhere Töchterschule gegründet und zog 1830 in das neue Schulgebäude in der Dompropstei. 1911 erhielt es den Titel Lyzeum und bezog im Folgejahr das heutige Schulgebäude am damaligen Bismarckplatz. Die Eröffnung des Kaiserin-Auguste-Victoria-Lyzeums fand am 17. April 1912 statt. Nachdem es ab 1937 als Oberschule für Mädchen sprachlicher und hauswirtschaftlicher Form profilierte, musste es ab 1944 in Folge des Krieges seinen Betrieb einstellen. Im Jahr 1948 erfolgte eine Verschmelzung mit der Dom- und Ratsschule sowie der Mädchenvolksschule III. Den Namen von Käthe Kollwitz erhielt die Schule im März 1950. In den Jahren von 1956 bis 1977 beherbergte die POS eine Kinder- und Jugend-Sportschule im linken Flügel, später kam dort eine Hilfsschule unter.
Das heutige Gymnasium wurde 1991 gegründet. Die Schule versteht sich unter der Zielstellung des Club of Rome Netzwerkes. Die Schule hat sich ebenso das Profilfach Wirtschaft gegeben (Anerkennung 1997) und hat die Kriterien für die Schule ohne Rassismus – Schule mit Courage erfüllt.
Durch den Schulträger ist eine Fusion mit dem anderen Halberstädter Gymnasium Martineum zum Schuljahr 2023/2024 durchgeführt worden, da die Schülerzahl für zwei Gymnasien im Mittelzentrum nicht ausreichend sind. Dabei wird das Gebäude des Käthe-Kollwitz-Gymnasiums als dauerhafte Außenstelle eingerichtet.

## Baubeschreibung
In der heutigen Gestalt entstand das Schulgebäude in den Jahren von 1910 bis 1912 nach Entwürfen des Architekten Sinning. Erbaut wurde eine neubarocke Dreiflügelanlage, bei der der Hauptbau und die Endbauten der Flügel hervorgehoben wurden und von Mansarddächern bekrönt werden. Die nördlichen Flügel-Enden erhielten Schweifgiebel, die ihnen vorgelagerten Flachbauten wurden hingegen mit angedeutetem Dachbalkon gestaltet, so dass sie die Sicht auf den Hauptgebäudekörper nicht versperren. Über die Dächer verteilt finden sich Dachgauben und Zwerchhäuser, die Fassade wird durch Rustizierung, Gesimse und unterschiedlich gestaltete Fensterreihen gegliedert. So weist die Südfassade des Hauptbaus neben rundbogigen Fenstern auch Ochsenaugen auf. Hier wurden zudem die Ecken des risalitartig herausragenden Gebäudeteils turmartig abgerundet.